# Nilüfer Akbal
Nilüfer Akbal (* 1969 in Varto, Provinz Muş, Ostanatolien) ist eine alevitische Sängerin aus der Türkei.

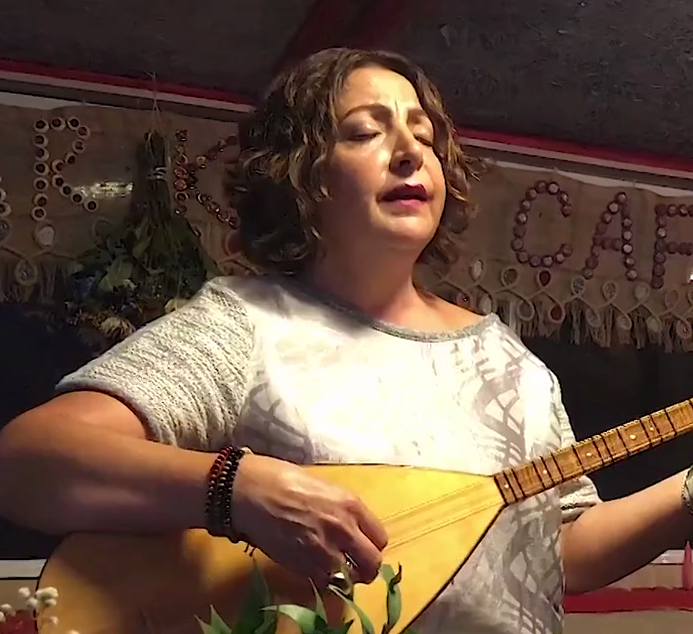
Nilüfer Akbal, Konzert in Ankara (2018)

## Leben und Karriere
1987 kam sie nach Istanbul und begann ihre Musikausbildung an der Arif-Sağ-Musikschule. Sie nahm Baglama- und Gesangsunterricht. 1988 veröffentlichte sie ihr erstes Album Arzuhal Eyledim. Nilüfer Akbal war jedoch mit ihrem Album nicht zufrieden und setzte ihre Ausbildung fort.
1991 bzw. 1992 nahm Hasret Gültekin die Alben Newroz 1 (dank eines Tontricks von Hasret Gültekin das erste legal veröffentlichte kurdische Album in der Türkei) und Newroz 2 auf. Diese Alben sind Werke von Hasret Gültekin, und er bat Nilüfer Akbal, mit Riza Akkoç in dem Album Newroz 2 nur drei Lieder zu singen. Zu dieser Zeit ging sie nach Köln und arbeitete mit Paulo Grenau und der Rheinischen Musikschule. 1995 brachte sie ihr erstes zazaisch und kurdischsprachiges Album Mîro heraus. Das Album enthielt auch Lieder auf Zazaisch. Das Album machte sie unter den Zazas und Kurden bekannt. Ihre nächsten Alben waren ebenfalls gemischtsprachig. So sang sie auf Şewa auch auf Sorani und Syrisch. Nilüfer Akbal gab Konzerte im Ausland und schrieb Musik zu Filmen und Reportagen.
Seit Januar 2009 moderierte sie mehrere Sendungen auf dem türkischen Staatssender TRT 6, der kurdischsprachig ist.

## Diskografie

### Alben
- 1987: Arzuhal Eyledim
- 1990: Barıştan Resitaller
- 1991: Dört Dilden Dört Telden II (Von vier Sprachen und vier Saiten (Saz))
- 1991: Newroz 1 (Hasret Gültekin-Riza Akkoç)
- 1992: Newroz 2 (Hasret Gültekin-Riza Akkoç)
- 1992: Ben Bir Kadınım (Ich bin eine Frau)
- 1995: Mîro (Herr)
- 1998: Rewingî
- 2002: Raye (Weg)
- 2005: Şewa (Nacht)
- 2010: Herîrê
- 2013: Klasiken Kurdi
- 2022: Arzuhal Eyledim

### EPs
- 2021: Çıktım Yücesine

### Singles (Auswahl)
- 1995: Dilo Yeman